# Inopeplus decellei
Inopeplus decellei is een keversoort uit de familie platsnuitkevers (Salpingidae). De wetenschappelijke naam van de soort werd in 1981 gepubliceerd door Stanislaw Adam Ślipiński.